# Y lo que quiero es que pises sin el suelo
«Y lo que quiero es que pises sin el suelo» es una canción de rock interpretada por la banda argentina Catupecu Machu, que fue publicada en su segundo álbum de estudio titulado Cuentos decapitados (2000), fue lanzada como sencillo principal en el mes de octubre de ese mismo año bajo su discográfica EMI Music.

## Antecedentes
La canción fue escrita por Ruiz Díaz (el líder de la banda), y hace alusión a una invitación a desafiar las normas y a vivir sin restricciones. La imagen de 'pisar sin el suelo' evoca la idea de volar, de liberarse de las ataduras y de explorar nuevas posibilidades.
La canción recibió el premio "Mejor video del año 2000" en una encuesta del suplemento "Sí!" del diario Clarín; "Mejor video votado por los críticos y los lectores" de la revista Rolling Stone edición "Music Awards" de febrero de 2001, y el “MTV Video Music Awards" al "video de la gente 2001 sureste" votado por la gente.

## Lista de canciones

### CD - Pomo
| Y lo que quiero es que pises sin el suelo — Single |                                             |          |  |
| N.º                                                | Título                                      | Duración |  |
| 1.                                                 | «Y lo que quiero es que pises sin el suelo» | 3:12     |  |

## Posiciones en las listas
| Listas (2000)                              | Posición |
| ------------------------------------------ | -------- |
| Estados Unidos Billboard Latin Pop Airplay | 98       |

## Premios y nominaciones
| Año  | Publicación   | País      | Lista                                                   | Puesto |
| ---- | ------------- | --------- | ------------------------------------------------------- | ------ |
| 2002 | Rolling Stone | Argentina | 100 mejores canciones del rock argentino de la historia | 37°    |
| 2006 | Alborde       | EUA       | 500 canciones del Rock Iberoamericano                   | 184°   |